# Koloman Banšell
Koloman Banšell (Tósár, 1850. augusztus 26. – Losonc, 1887. március 27.) evangélikus lelkipásztor, szlovák költő, irodalomtudományi teoretikus, író és újságíró.

## Élete

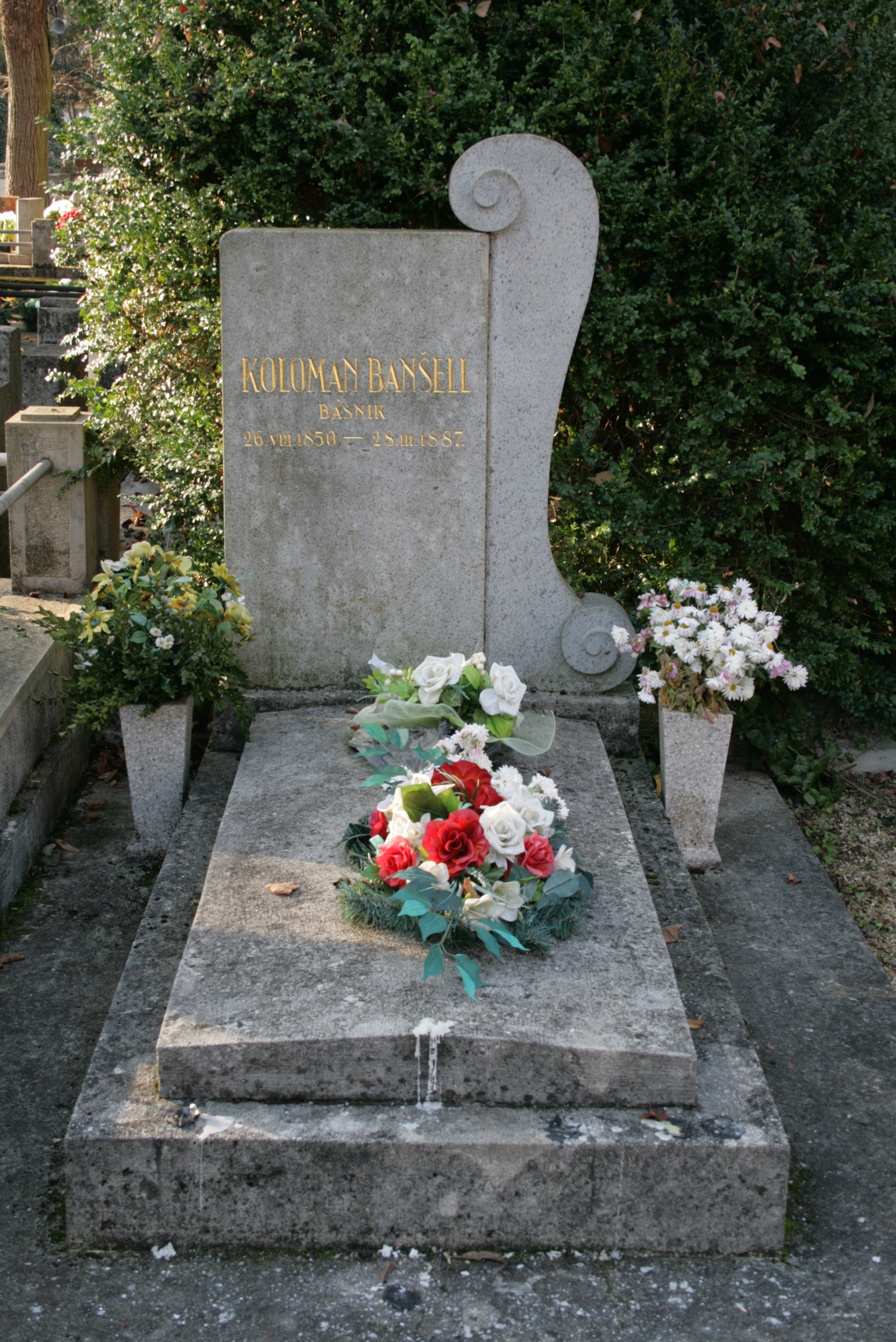
Koloman Banšell költő sírja Losoncon

Apja Ján Tudóš-Banžel, tanító, az édesanyja Anna Tomčányiová volt. Alapfokú végzettséget szerzett, oda járt iskolába, ahol az apja tanított, majd később különböző városok iskoláiban tanult (Selmecbányán, Nagyrőcén, az eperjesi Evangélikus Főiskolán). Dolgozott nevelőként Gerendáson, de egy év után Bázelbe ment tanulni Svájcba. Budapesten szlovák újságok (pl.: Slovenské noviny) szerkesztőségben dolgozott, de 1873 elején visszatért Gerendásra, ahol folytatta oktatói tevékenységét. 1874-től evangélikus lelkész volt kis falvakban: Sámsonházán, Nagylámon, Maskófalván és Maskófalván. 1879-ben megpróbált öngyilkos lenni, 1880-ban és 1885-ben a budapesti tébolydában kezelték. Életének utolsó éveit nyomorúságban és elfeledve töltötte Losoncon, ahol újra depressziós lett. Losoncon temették el.

## Munkássága
Első irodalmi műveit többnyire kéziratos magazinokban (Svit, Zore, Bubon) publikálta. Az első verse 1867-ben jelent meg a Sokol magazinban. Munkája számos innovatív vonással bírt, amelyek eltértek a posztromantikus irodalomtól. 1869-ben lelkes versben köszöntötte Petőfit. Költői munkája fokozatosan az egyéni megnyilvánulások és kihívások jellegét öltötte. Munkáiban megpróbálta felkelteni a fiatal generáció figyelmét, de elsősorban saját nyugtalanságáról, csalódásairól, lemondásairól írt. Ez hamarosan az eszmék elvesztésében nyilvánult meg, ami számára öngyilkossági kísérleteket és tragikus halált eredményezett. Hviezdoslavval együtt tették közzé a Napred (Előre) című almanachot, amely szembefordult a szűk látókörű nemzeti-konzervatív körökkel, és ami a szlovák irodalmi realizmus kezdetét jelezte.

## Művei
- Petőfimu (vers, 1869)[3] Petőfi
- Napred almanach, amelyet Banšell-lel, Hviezdoslavval közösen jelentetett meg (1871) Előre (évkönyv)
- Okyptenec (1871)
- Šuhaj ako z iskry (1871)
- Rozbor znelky (a Dennica folyóiratban jelent meg) (1871)
- Dľa čoho sa má súdiť báseň? (a Dennica folyóiratban publikálva) (1871)
- Atalanta (1873)
- Na paralodi a železnici (a Slovenské noviny folyóiratban jelent meg) (1873)
- Duch maďarskej revolučnej poézie (a Slovenské noviny folyóiratban jelent meg) (1874) A magyar forradalmi költészet szelleme
- Túhy mladosti (versek, 1886) Az ifjúság vágyai
- Baronica (társadalmi regény, 1921)

## Fordítás
- Ez a szócikk részben vagy egészben  a   Koloman Banšell című szlovák Wikipédia-szócikk ezen változatának fordításán alapul.  Az eredeti cikk szerkesztőit annak laptörténete sorolja fel. Ez a jelzés csupán a megfogalmazás eredetét és a szerzői jogokat jelzi, nem szolgál a cikkben szereplő információk forrásmegjelöléseként.